# Håkon Brusveen
Håkon Brusveen (ur. 15 lipca 1927 w Vingrom, zm. 21 kwietnia 2021 w Lillehammer) – norweski biegacz narciarski, dwukrotny medalista olimpijski.

## Kariera
Dwa razy startował w igrzyskach olimpijskich. Zadebiutował podczas zawodów w Cortinie d’Ampezzo w 1956, gdzie był piąty w biegu na 15 km oraz czwarty w sztafecie 4 × 10 km. Na igrzyskach w Squaw Valley zwyciężył w biegu na 15 km, a wspólnie z Haraldem Grønningenem, Hallgeirem Brendenem i Einarem Østbym wywalczył srebrny medal w sztafecie 4 × 10 km. Biegnąc na ostatniej zmianie nie wytrzymał ataku Veikko Hakulinena z Finlandii.
W 1954 wystartował na mistrzostwach świata w Falun, gdzie zajął wraz z kolegami czwarte miejsce w sztafecie. W 1958 Brusveen był uczestnikiem mistrzostw świata w Lahti, gdzie, podobnie jak na igrzyskach w Cortinie d’Ampezzo, był piąty w biegu na 15 km i czwarty w sztafecie.
Cztery razy zdobywał mistrzostwo Norwegii: w biegu na 15 km w 1957 i 1958 oraz w biegu na 30 km w 1953 i 1958. W 1958 wraz z norweską narciarką alpejską Inger Bjørnbakken został uhonorowany medalem Holmenkollen.
Po zakończeniu kariery pracował jako komentator radiowy NRK oraz ekspert transmisji telewizyjnych tego nadawcy. Zmarł w wieku 93 lat.

## Osiągnięcia

### Igrzyska olimpijskie
| Miejsce | Dzień       | Rok  | Miejscowość       | Konkurencja             | Czas biegu  | Strata    | Zwycięzca         |
| ------- | ----------- | ---- | ----------------- | ----------------------- | ----------- | --------- | ----------------- |
| 5.      | 30 stycznia | 1956 | Cortina d’Ampezzo | 15 km stylem klasycznym | 49:39 min   | +57 s     | Hallgeir Brenden  |
| 4.      | 4 lutego    | 1956 | Cortina d’Ampezzo | Sztafeta 4 × 10 km      | 2:15:30 h   | +5:46 min | Związek Radziecki |
| 1.      | 23 lutego   | 1960 | Squaw Valley      | 15 km stylem klasycznym | 51:55.5 min | –         | –                 |
| 2.      | 25 lutego   | 1960 | Squaw Valley      | Sztafeta 4 × 10 km      | 2:08:33.5 h | +0.8 s    | Finlandia         |

### Mistrzostwa świata
| Miejsce | Dzień     | Rok  | Miejscowość | Konkurencja             | Czas biegu  | Strata      | Zwycięzca         |
| ------- | --------- | ---- | ----------- | ----------------------- | ----------- | ----------- | ----------------- |
| 20.     | 16 lutego | 1954 | Falun       | 15 km stylem klasycznym | 55:26 min   | +2:21 min   | Veikko Hakulinen  |
| 4.      | 20 lutego | 1954 | Falun       | Sztafeta 4 × 10 km      | 2:16:47 h   | 4:23 min    | Finlandia         |
| 17.     | 2 lutego  | 1958 | Lahti       | 30 km stylem klasycznym |             |             | Kalevi Hämäläinen |
| 5.      | 4 lutego  | 1958 | Lahti       | 15 km stylem klasycznym | 48:58.3 min | +52.0 s     | Veikko Hakulinen  |
| 4.      | 6 lutego  | 1958 | Lahti       | Sztafeta 4 × 10 km      | 2:18:15.0 h | +4:31.2 min | Szwecja           |